# اورتسیگ
اورتسیگ (به آلمانی: Ürzig) یک شهر در آلمان است که در برنکاستل-ویتلیش واقع شده‌است. اورتسیگ ۸۸۷ نفر جمعیت دارد.